# Östra Mörtsjön, Uppland
Östra Mörtsjön är en sjö i Norrtälje kommun i Uppland och ingår i Broströmmens huvudavrinningsområde.